# Österreichische Bundesgärten
Die Österreichischen Bundesgärten, auch Bundesgärten Wien Innsbruck genannt, ist die Behörde, die die Gartendenkmale im Eigentum der Republik Österreich betreut. Sie ist eine Dienststelle des Bundesministeriums für Land- und Forstwirtschaft, Regionen und Wasserwirtschaft.

## Geschichte
Die Republik Österreich besitzt durch die Übernahme der habsburgischen Eigenresidenzen und Anlagen eine Fülle von historischen Gartenanlagen und Schlossgärten, wie auch von den Habsburgern zum Gemeinwohl errichtete Stadtparks (k.k. Hofgärten). Dazu gehören die bedeutendsten Gärten Wiens und die der Residenz der Tiroler Habsburger in Ambras zu Innsbruck. Diese wurden ab 1921 von den Bundesgärten verwaltet und dem Land- und Forstwirtschaftsministerium unterstellt.
Mit der Novelle des Denkmalschutzgesetzes 1999 wurden die Bundesgärten unter Denkmalschutz gestellt, ob dessen Bedeutung in Verfassungsrang.
Noch 1965 hatte der Verfassungsgerichtshof festgestellt, „Felder, Alleen und Parkanlagen und sonstige derartige Erscheinungsformen der gestalteten Natur sind nicht Denkmale.“
Als aber 1996 Schönbrunn – Schloss mitsamt seinen Gärten – von der UNESCO zum Weltkulturerbe erklärt wurde, setzte auch beim Gesetzgeber ein Umdenken ein.
Neben der Gartenarchitektur umfassen die Gärten auch kunsthistorisch, gartengeschichtlich und technisch relevante Objekte, wie das Palmenhaus und die Orangerie in Schönbrunn, Gartenbaudenkmale und anderes Garteninventar, oder die Wassertechnik der Brunnenanlagen (Wasserspiele).
Heute gehören die Bundesgärten mit gemeinsam ca. 25 Millionen Besuchern jährlich zu den wirtschaftlich bedeutendsten Denkmalen Österreichs.

### Leiter der Bundesgärten

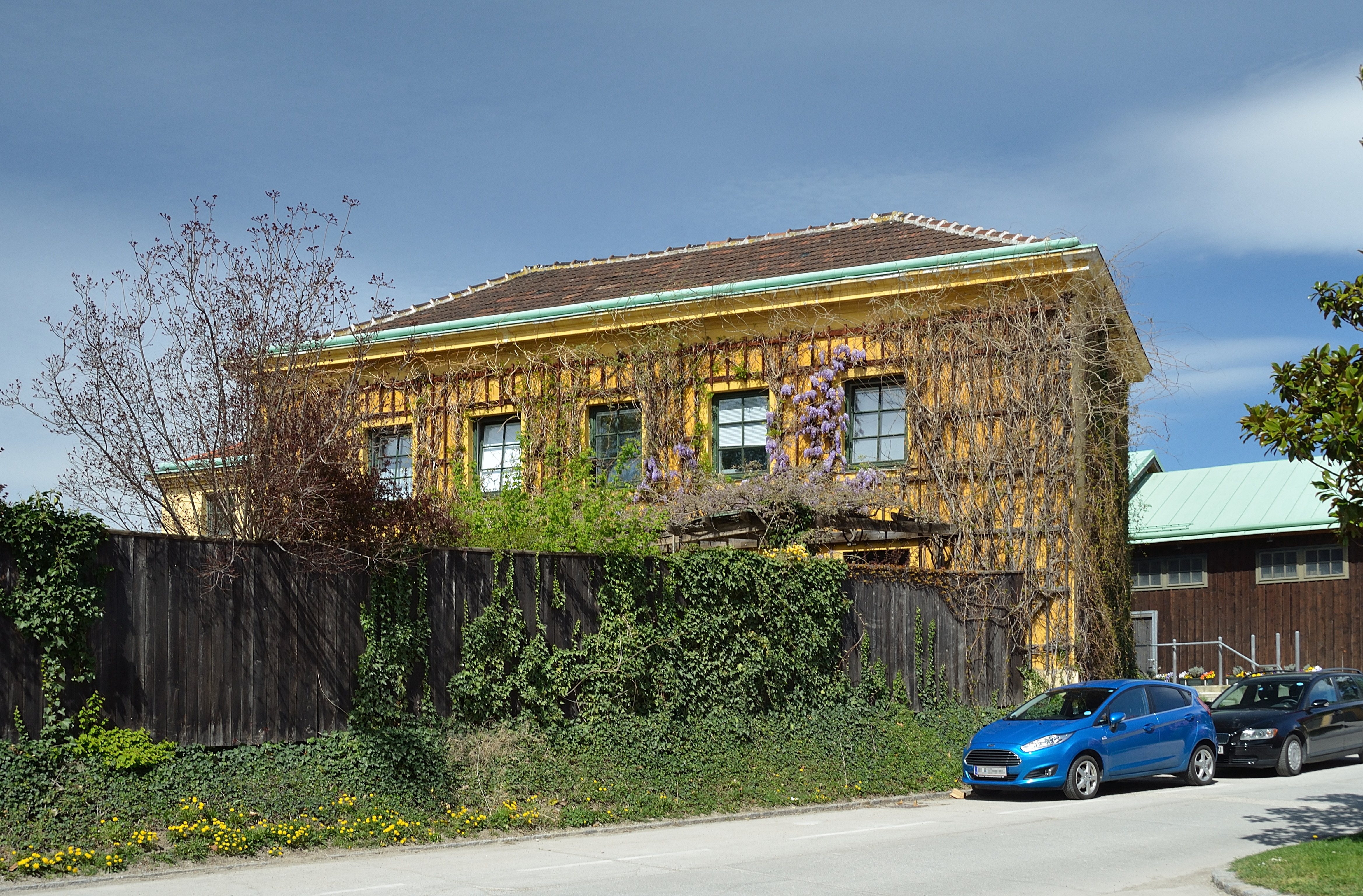
Direktionsgebäude in Schönbrunn

Zu den ehemaligen Leitern der Bundesgärten gehören Friedrich Leo von Rottenberger (1921–1934),  und Peter Fischer-Colbrie (1989–2003).
Von März 2004 bis Mitte 2016 war Brigitte Mang Direktorin. Ihr folgte mit Juli 2016 der bisherige Gartenbauschul-Direktor Gottfried Kellner als interimistischer Leiter des neu entstandenen Zentrums für Gartenkultur nach.
Der Leiter der Bundesgärten in Tirol ist Herbert Bacher.

## Aufgaben
Die wichtigsten Aufgaben der Bundesgärten sind Gartenmanagement für die betreuten Anlagen sowie die Pflege der bedeutenden Pflanzensammlungen.

### Gärten der Bundesgartenverwaltung
- Augarten Wien
- Belvederegarten Wien
- Burggarten Wien
- Volksgarten Wien
- Schlosspark Schönbrunn Wien
- Hofgarten Innsbruck
- Schlosspark Ambras Innsbruck

In diesen Gärten wird die Gartenarchitektur – lebende wie bauliche – in Zusammenarbeit mit dem Bundesdenkmalamt gepflegt, und die Gartenordnung aufrechterhalten. Sie umfassen gesamt knapp 280 Hektar, und gehören damit auch zu den flächengrößten Denkmälern Österreichs.

### Wissenschaftliche Sammlungen
- die Orchideensammlung Schönbrunn, die auf die Zeit Kaiserin Maria Theresias zurückgeht, und von Joseph von Jacquin angelegt wurde. Im 19. Jahrhundert galt sie als eine der besten Sammlungen Europas.[10] Nach schweren Verlusten in der Kriegszeit beschäftigt man sich heute besonders mit gefährdeten Wildarten, und kultiviert derzeit etwa 10.000 Einzelpflanzen aus über 3.500 Arten, und rund 500 Hybriden.[11][12]
- die Pflanzensammlungen historischer Sorten in den Glashäusern im Schlosspark Schönbrunn und im Belvederegarten, die auf wissenschaftlichem Interesse der Habsburger beruhen und schon 1569 von Kaiser Maximilian II. begonnen wurde. Ab 1660 kultivierte man in beheizbaren Gewächshäusern, um 1800 zog man in 14 Gewächshäusern über 4000 Arten, um 1920, unter Rottenberger, war sie die zweitgrößte Sammlung Europas.[13] Aufgrund ihres Wertes für die Biodiversität sind sie aus Sicherheitsgründen nicht öffentlich zugänglich.[14][15]

Die Fockea crispa von Schönbrunn gilt als älteste Topfpflanze der Welt.

### Weitere Tätigkeiten
Wichtige Tätigkeit der Dekorationsabteilung der Bundesgärten ist Dekoration für die öffentlichen Institutionen. Ursprünglich eben zu diesem Zweck gegründet, statten die Bundesgärten wie in der k.u.k-Zeit Staatsbankette, Empfänge und Veranstaltungen der Präsidentschaftskanzlei, von Bundesministerien und anderen öffentlichen Institutionen aus. Daneben ist auch Pflanzenverleih zu einem Standbein geworden.
Außerdem sind die Bundesgärten in der Ausbildung tätig (Gartenfacharbeiter, Lehrberuf).